# Muhammad Younus Soomro
Muhammad Younus Soomro (en ourdou : محمد یونس سومرو), né en 1979 ou en 1980 à Karachi (Pakistan), est un homme politique pakistanais. 
Avec Muhammad Qasim Fakhri et Sarwat Fatima, il est l'un des trois seuls membres du Tehreek-e-Labbaik Pakistan (TLP) à avoir été élu député (dans une assemblée provinciale) au cours des élections législatives de 2018. 

## Études
Muhammad Younus Soomro est titulaire d'un Bachelor of Commerce (en) de l'université de Karachi. 

## Profession
Muhammad Younus Soomro est le gérant de Fine Services, une petite entreprise de fabrication et de livraison d'équipements industriels. 

## Carrière politique
Lors des élections législatives de 2018, Muhammad Younus Soomro se présente comme candidat du Tehreek-e-Labbaik Pakistan (TLP) dans la circonscription PS-107 représentant le quartier de Lyari (en) à Karachi, dans lequel il a vu le jour et grandi. Il est élu à l'Assemblée du Sind en obtenant 30,78 % des suffrages exprimés et devance de plus de 10 000 voix son principal adversaire, Muhammad Asghar Khan du Mouvement du Pakistan pour la justice,.